# Лаврик, Николай Андреевич
Никола́й Андре́евич Ла́врик — советский хозяйственный деятель, Герой Социалистического Труда.

## Биография
Родился в 1934 году в селе Коровинцы. Член КПСС.
Окончил Коровинецкую среднюю школу.
После демобилизации работал в тракторной бригаде колхоза «Коминтерн» Недригайловского района, прошел школу передового опыта Героя Социалистического Труда И. Залозного.
Окончил Роменский сельскохозяйственный техникум.
В 1964 году возглавил первое в Роменском районе механизированное звено по выращиванию сахарной свеклы. В 1965 году стал победителем социалистического соревнования среди механизаторов района. В 1975 году стал победителем республиканского социалистического соревнования. Участвовал в республиканском совещании свекловодов.
По его инициативе создано комсомольско-молодежное звено по выращиванию сахарной свеклы без затрат ручного труда, внедрен бригадный подряд, разработан и внедрен ряд рационализаторских предложений по совершенствованию трактора КС-6, клубнеуборочной машины БМ-6.
В 1980 году в составе бригады передовиков сельскохозяйственного производства посетил Звездный городок, где получил Вымпел им. Ю. Гагарина.
Указом Президиума Верховного Совета СССР от 6 марта 1981 года присвоено звание Героя Социалистического Труда с вручением ордена Ленина и золотой медали «Серп и Молот».
За освоение и внедрение прогрессивной технологии, комплексной механизации при возделывании технических, овощных культур, картофеля и хлопка, получение высоких и устойчивых урожаев был в составе коллектива удостоен Государственной премии СССР за выдающиеся достижения в труде 1981 года.
В 1982 году звено Лаврика получило самый высокий в районе урожай сахарной свеклы. Был неоднократным участником ВДНХ СССР.
Умер в 1998 году в Муховатом.

## Награды и звания
- Герой Социалистического Труда (06.03.1981)
- Орден Ленина (1976, 06.03.1981)
- Орден Знак Почёта (1973)